# Eumonocentrus brevicornis
Eumonocentrus brevicornis är en insektsart som beskrevs av Capener 1955. Eumonocentrus brevicornis ingår i släktet Eumonocentrus och familjen hornstritar. Inga underarter finns listade i Catalogue of Life.